# Antarctoscyphus admirabilis
Antarctoscyphus admirabilis is een hydroïdpoliep uit de familie Sertulariidae. De poliep komt uit het geslacht Antarctoscyphus. Antarctoscyphus admirabilis werd in 1999 voor het eerst wetenschappelijk beschreven door Peña Cantero, Svoboda & Vervoort. 